# غيلبرت أميس بليس
غيلبرت أميس بليس (بالإنجليزية: Gilbert Ames Bliss) هو رياضياتي وأستاذ جامعي أمريكي، ولد في 9 مايو 1876 في شيكاغو في الولايات المتحدة، وتوفي في 8 مايو 1951 في إلينوي في الولايات المتحدة.

## وصلات خارجية
- غيلبرت أميس بليس على موقع الموسوعة البريطانية (الإنجليزية)